# Capinzal
Capinzal este un oraș în Santa Catarina (SC), Brazilia.